# Tau1 Arietis
Tau1 Arietis  (τ1 Ari / τ1 Arietis) è una stella tripla di magnitudine 5,3 situata nella costellazione dell'Ariete. Dista 462 anni luce dal sistema solare.

## Osservazione
Si tratta di una stella situata nell'emisfero celeste boreale; grazie alla sua posizione non fortemente boreale, può essere osservata dalla gran parte delle regioni della Terra, sebbene gli osservatori dell'emisfero nord siano più avvantaggiati. Nei pressi del circolo polare artico appare circumpolare, mentre resta sempre invisibile solo in prossimità dell'Antartide. La sua magnitudine pari a 5,3 fa sì che possa essere scorta solo con un cielo sufficientemente libero dagli effetti dell'inquinamento luminoso.
Il periodo migliore per la sua osservazione nel cielo serale ricade nei mesi compresi fra fine ottobre e aprile; da entrambi gli emisferi il periodo di visibilità rimane indicativamente lo stesso, grazie alla posizione della stella non lontana dall'equatore celeste.

## Caratteristiche fisiche
Tau1 Arietis è una stella variabile formata da 3 componenti: la coppia di stelle più vicine tra loro formano una a binaria a eclisse del tipo Beta Lyrae, con la luminosità che varia quando una delle due componenti passa davanti al disco della compagna, fenomeno che avviene ogni 2,2 giorni. La principale è una subgigante blu di tipo spettrale B5 IV, avente una massa 5 volte quella del Sole. 
La terza componente, di ottava magnitudine, si trova a una distanza visuale di 0,81 secondi d'arco. 